# Epacris paludosa
Epacris paludosa är en ljungväxtart som beskrevs av Robert Brown. Epacris paludosa ingår i släktet Epacris och familjen ljungväxter. Inga underarter finns listade i Catalogue of Life.